# Friedrich von Martini

Friedrich von Martini

Friedrich von Martini (* 22. März 1833 in Herkulesbad, Banat; † 29. Januar 1897 in Frauenfeld, Kanton Thurgau) war ein österreichisch-schweizerischer Ingenieur und Konstrukteur.

## Leben
Friedrich von Martini wurde 1833 als Sohn eines Arztes aus adeliger österreichischer Familie im Banat geboren. Er begann 1850 ein technisches Studium in Wien und studierte von 1854 bis 1857 am Polytechnikum Karlsruhe. 1857 arbeitete er in der Maschinenbauanstalt Karlsruhe, anschließend bis 1861 im Konstruktionsbüro der Gebr. Sulzer in Winterthur. 1859 leistete er seinen Militärdienst als königlich-kaiserlicher Leutnant im Feldzug Österreichs gegen Italien ab. 
Von Martini wurde 1861 in der Maschinenbau-Anstalt Frauenfeld angestellt. 1863 wurde er Teilhaber und die Firma in Martini & Tanner umbenannt. 1864 heiratete von Martini die Arzttochter Eleonore Keller.
1870 begann von Martini mit dem Bau von Wasser- und Verbrennungsmotoren, die Grundlage für die spätere Automobilfabrik Martini seiner Söhne waren. 
Der Name der Firma wurde 1879 in F. Martini & Co. geändert. An der Schweizerischen Landesausstellung von 1883 präsentierte er seine Doppelfalzmaschine für Papier, die er bereits 1876 entwickelt hatte. Daraus ging die Buchbindereimaschinenfabrik in Felben-Wellhausen hervor, welche  bis 2014 an diesem Standort existierte. Die Firma hatte damals etwa 300 Arbeiter. Von Martini meldete 17 Patente an, u. a. für einen Hinterlader-Gewehrverschluss (1868) und eine Greiferstickmaschine (1883). 
Er war 1879 bis 1895 Bürgerrat der Bürgergemeinde Frauenfeld, 1880 bis 1888 Mitglied der Aufsichtskommission der Kantonsschule sowie 1886 bis 1895 Verwaltungsrat der Frauenfeld-Wil-Bahn. 
Mit seinem vereinheitlichten Schraubensortiment und den Stickmaschinen erzielte er geschäftlichen Erfolg. International bekannt wurde von Martini mit seinen Gewehren (Martini-Henry-Gewehr und Martini-Stutzer). Der Name Martini lebt auch in der Müller Martini Gruppe fort. Sie erhielt ihren Namen 1972, nachdem die Martini Buchbindereimaschinenfabrik AG drei Jahre zuvor von der Grapha Maschinenfabrik Hans Müller AG übernommen wurde.